# Caluquembe
Caluquembe é uma cidade e município da província da Huíla, em Angola.
Tem cerca de 169 mil habitantes. É limitado a norte pelo município da Ganda, a leste pelos municípios de Caconda, Chicomba e Matala, a sul pelo município de Quipungo e a oeste pelos municípios de Cacula, Quilengues e Chongoroi.
O município é constituído pela comuna-sede, correspondente à cidade de Caluquembe, e pelas comunas de Calépi e Ngola.

## História
O concelho foi criado em 1965.

## Infraestrutura
O município conta com um hospital geral da Igreja Evangélica Sinodal de Angola (IESA), assim como um hospital materno-infantil.